# 白鳥神社 (津幡町)
白鳥神社（しらとりじんじゃ）は、石川県河北郡津幡町加賀爪にある神社。

## 概要
津幡町役場や津幡駅にも近く、津幡町でも中心部に位置する。
祭神は、日本武尊。
旧社格は郷社で国史見在社。
境内には摂末社として、天満大自在天神が存在。
また、雨乞いの霊験で知られる。

## 歴史
創建は仲哀天皇の頃。
この地に舞い降りた白鳥を、日本武尊の魂とみなし、日本武尊を祀った。
昭和7年(1932年)郷社となる。

## 文化財
町指定文化財(有形民俗文化財)
- 嘉永6年奉納　雨乞報謝の絵馬

## 交通アクセス
- 西日本旅客鉄道（JR西日本）・IRいしかわ鉄道津幡駅から徒歩10分